# 青山里方式

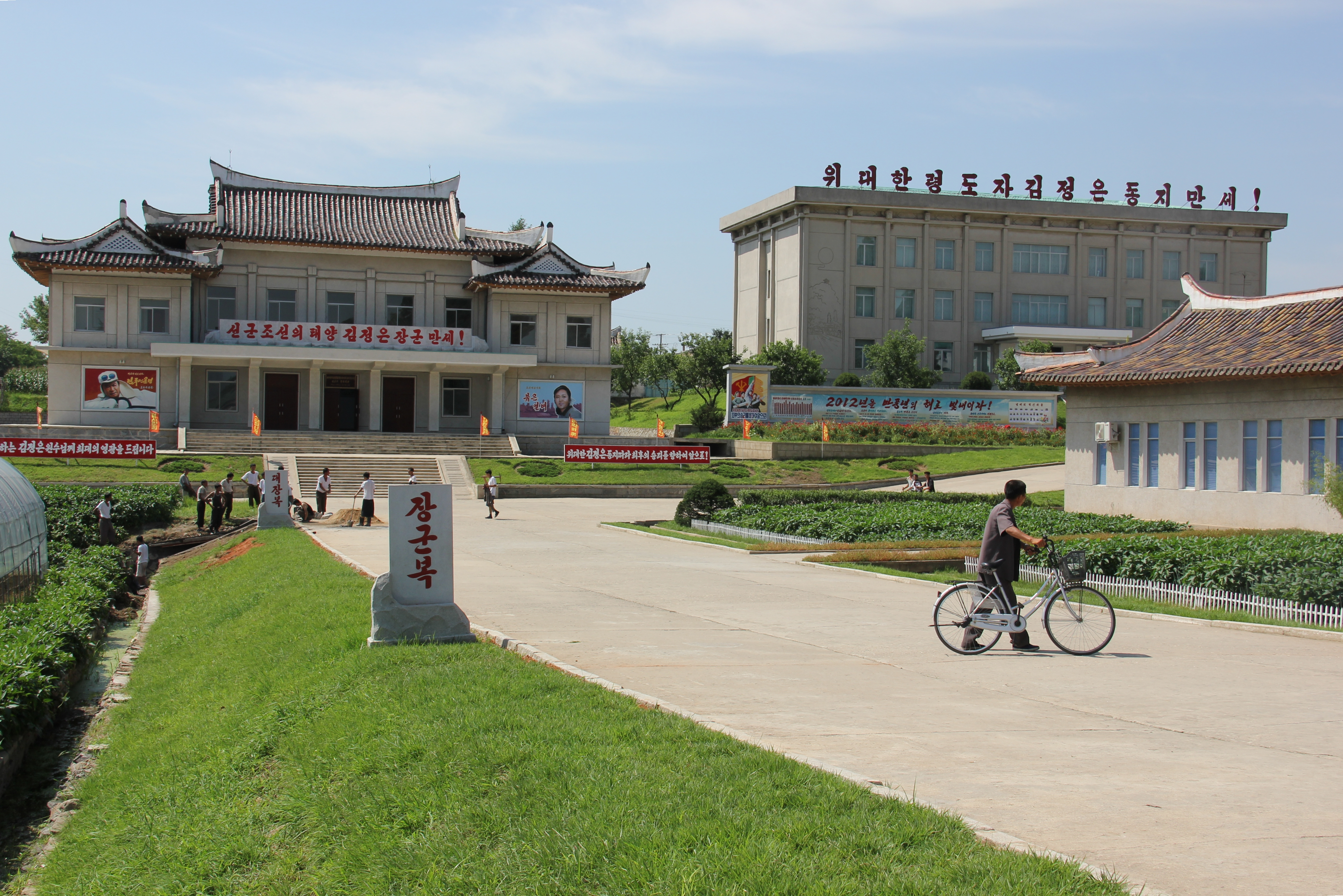
現在の青山里共同農場

青山里方式（チョンサンリほうしき、청산리방법）は、朝鮮民主主義人民共和国（北朝鮮）で1960～70年代に提唱されていた農業政策。

## 概説
毛沢東の主導する大躍進政策に刺激を受けた金日成が、経済5カ年計画の一環として、1960年2月に平安南道江西郡の青山里協同農場の現地指導時に提唱したという政策で、概ね以下の項目から成る。
- 上部が下部を日常的に助け、朝鮮労働党の路線と政策を貫く
- 下部と人民大衆の中に深く入り、実態を調査分析して、問題解決のための正しい方策を打ち立てる
- あらゆる分野で政治活動を先行し、下部と人民大衆の自覚的熱意と創意性を最大限に発揚させ、革命の課題を無条件遂行する
- 一般的指導と個別指導を正しく結合する
- 中心に力を集中して一点突破し、全体の連鎖を解く
- 全事業を計画化し、強力に推し進める
- 新たな模範を創造し、これを全体に普及する

この通り、人民公社方式を通じて金日成の影響力を農村部にも浸透させ、権力基盤を強化する目的が主であり、モデル農村たる青山里の空想的成功譚は『主体農法』、『千里馬運動』、『大安の事業体系』と並んで喧伝され、全国に波及した。同時に国営農場の開墾も進められた。
しかし間もなく、現実離れしたノルマ主義、農学無視から生じた連作障害、山林荒廃による水害頻発などの弊害が支配するところとなり、土壌の消耗や労働者の勤労意欲の低下も著しく、国家経済崩壊の一因になった。

## 関連文献
- 『青山里の歩み』外国文出版社、1984年。